# Beaulieu-lès-Loches
Beaulieu-lès-Loches è un comune francese di 1 794 abitanti situato nel dipartimento dell'Indre e Loira nella regione del Centro-Valle della Loira.

## Società

### Evoluzione demografica
Abitanti censiti